# U.S. Route 27
Pour les articles homonymes, voir Route 27.
La U.S. Route 27 (US 27) est une US Route sud–nord située dans le sud et le Midwest américain. Le terminus sud de la route est à l'intersection avec la US 1 à Miami, Floride et le terminus nord est à la jonction avec l'I-69 à Fort Wayne, Indiana. Depuis Miami, elle se dirige vers le centre de la Floride, puis vers Tallahassee et au nord en passant par des villes comme Columbus, Géorgie; Rome, Géorgie; Chattanooga, Tennessee; Lexington, Kentucky; Cincinnati, Ohio; Oxford, Ohio; Richmond, Indiana et Fort Wayne, Indiana. Elle rejoignant jadis Lansing, Cheboygan, Mackinaw City, et, pour environ trois ans, aussi loin que Saint-Ignace, au Michigan. La US 27 a d'abord été numérotée en 1926, remplaçant ce qui était le tracé est de la Dixie Highway dans plusieurs états.

## Description du tracé
|       | mi       | km       |
| ----- | -------- | -------- |
| FL    | 496,35   | 798,80   |
| GA    | 356,09   | 573,07   |
| TN    | 144,80   | 233,00   |
| KY    | 201,12   | 323,67   |
| OH    | 40,58    | 65,31    |
| IN    | 117,77   | 189,52   |
| Total | 1 356,71 | 2 183,37 |

### Floride

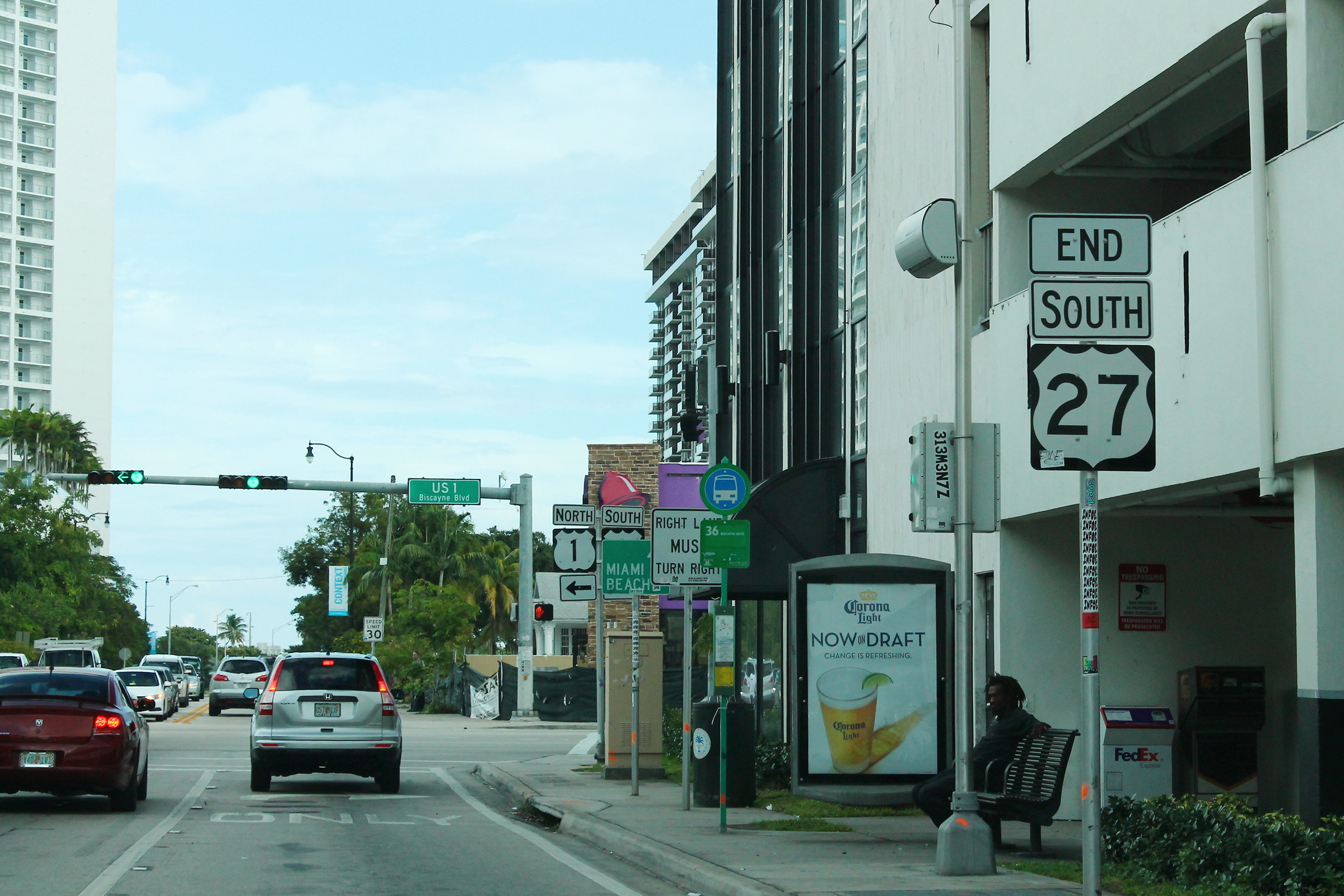
Terminus sud de la US 27 à la US 1 à Miami

La US 27 débute à l'intersection avec la US 1 comme North 36th Street dans le Midtown Miami. Elle se dirige d'abord vers l'ouest pour 4,4 miles (7,1 km) avant de bifurquer vers le nord-ouest et de passer près de l'Aéroport international de Miami. Elle continue dans cette direction pour cinq miles (8 km) en empruntant South Okeechobee Road, parallèle au Miami Canal. Elle forme la limite sud-ouest de Hialeah. Elle traverse ensuite l'agglomération et se courbe vers le nord, en entrant dans le comté de Broward.
Dans le comté de Broward, la route traverse des marécages protégés et des lignes à haute tension à l'ouest ainsi que les communautés suburbaines de Pembroke Pines et de Weston à l'est. La US 27 atteint un échangeur avec l'I-75 et Alligator Alley avant de bifurquer vers le nord-ouest et de passer par South Bay et le Lac Okeechobee.
La route atteint la rive sud du Lac Okeechobee et se dirige vers l'ouest en direction de Clewiston. Elle marque un virage prononcé vers Moore Haven, au nord. Elle continue dans cette direction jusqu'aux communautés de Lake Placid, de Sebring, d'Avon Park et de Lake Wales, dans le centre de la Floride.

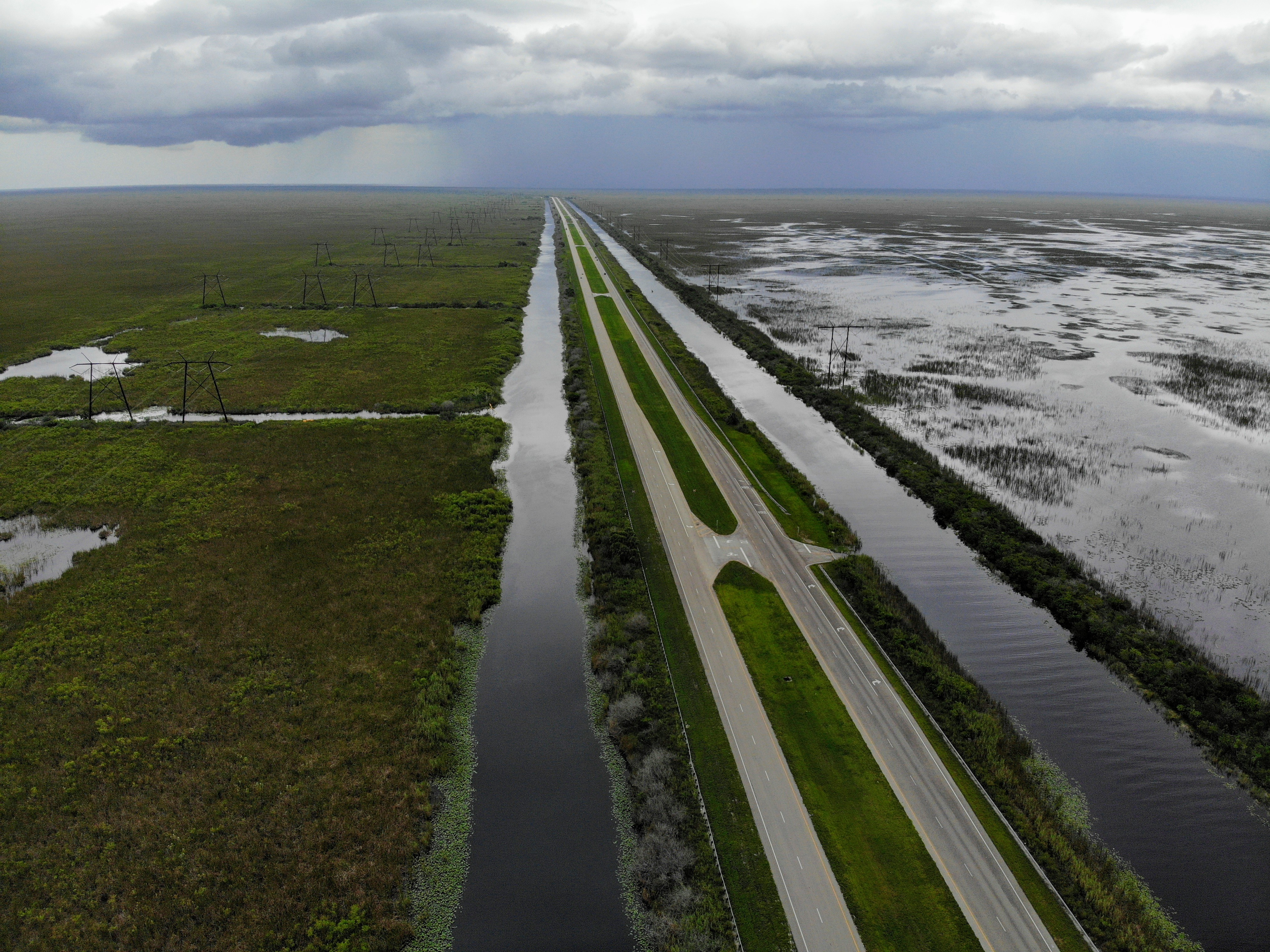
Vue aérienne de la US 27 nord près des Everglades.

Elle atteint l'I-4 au sud-ouest d'Orlando et continue vers le nord. Elle croise ensuite le Florida's Turnpike  et atteint Leesburg. Elle y rencontre la US 441 et forme un multiplex avec celle-ci jusqu'à Ocala. Sur son chemin, à Belleview, elle rencontre la US 301 et forme également un multiplex avec celle-ci jusqu'à Ocala.
La US 27 prend alors la direction de Williston et rejoint la US 41 jusqu'à High Springs. La US 27 se dirige ensuite vers l'ouest et passe par Branford et Perry, où elle rejoint la US 19 jusqu'à Capps. Elle atteint alors Tallahassee et traverse la capitale de l'état. Elle sort de la ville par le nord et rejoint Havana et Hinson avant de quitter l'état pour la Géorgie.

### Géorgie
En Géorgie, la passe par Bainbridge, la première ville sur son passage, au nord-ouest de la frontière avec la Floride. Elle atteint ensuite Columbus, au nord, en passant par Colquitt, Blakely et Cuthbert. Elle traverse la ville et demeure parallèle à la frontière avec l'Alabama. Elle traverse les villes de LaGrange, Franklin, Carrollton, Rome, Summerville, LaFayette et Fort Oglethorpe avant d'atteindre la limite avec le Tennessee.

### Tennessee

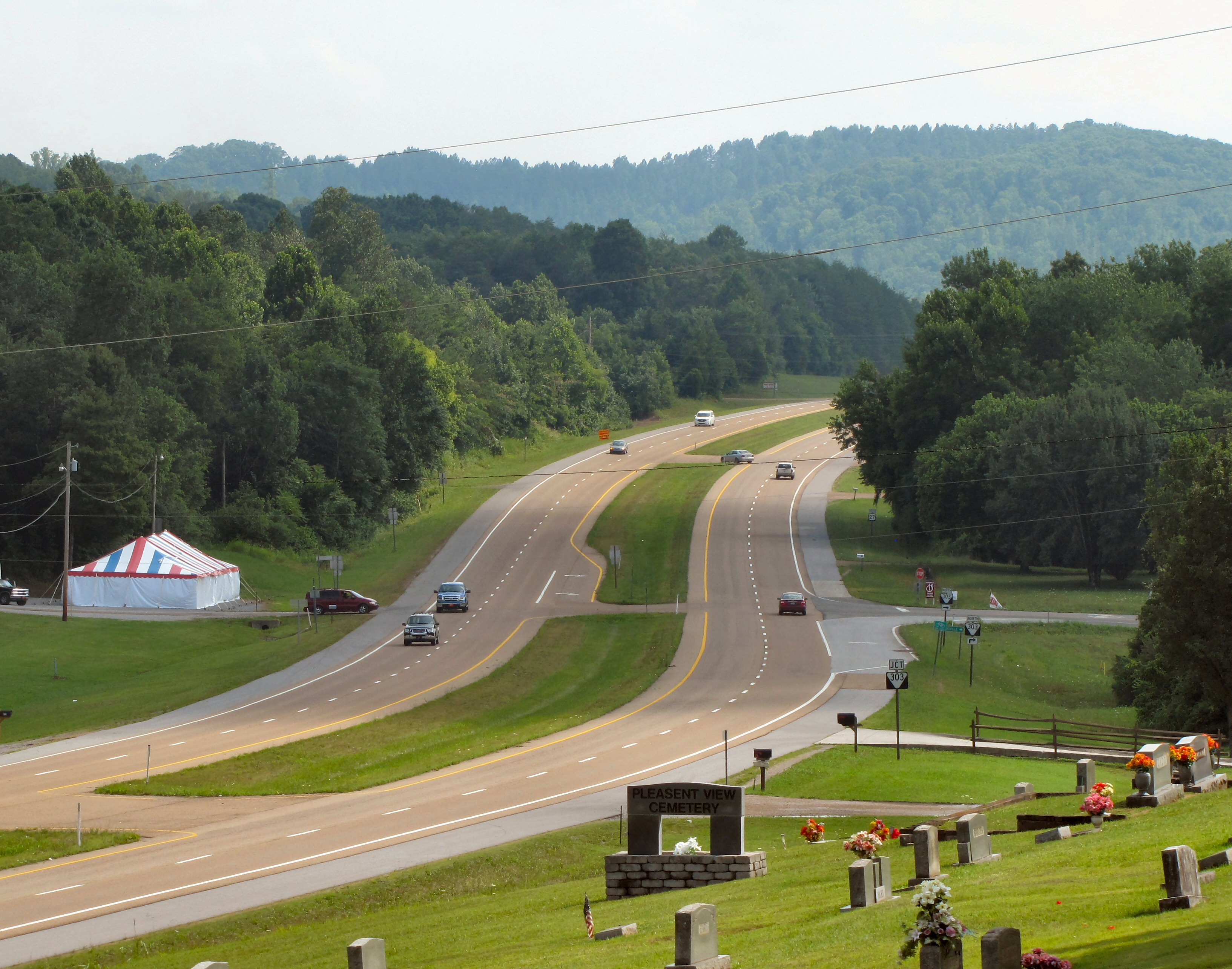
US 27 près de Graysville, Tennessee

Au Tennessee, la US 27 entre dans l'état au sud de Chattanooga. Elle atteint la ville et forme un multiplex avec l'I-24. Elle traverse la rivière Tennessee sous forme d'autoroute à voies séparées. Sur son trajet jusqu'à Harriman, la US 27 traverse une vallée située entre la rivière Tennessee à l'est et le the Cumberland Plateau à l'ouest. La route passe par Soddy-Daisy, Sale Creek, Graysville et Dayton. Elle se poursuit ensuite vers le nord et traverse Evensville et Spring City.
À partir de là, la US 27 entre dans le comté de Roane et forme un multiplex avec la US 70 dans la ville de Rockwood. Les routes se séparent et la US 27 passe dans la ville de Harriman, où elle rencontre l'I-40. Après avoir passé Harriman, la US 27 grimpe le Cumberland Plateau et continue vers le nord sur le Plateau pour le reste de son trajet au Tennessee.
Dans le comté de Morgan, la route passe par Wartburg, Sunbright et Elgin. Elle continue vers le nord pour atteindre Helenwood ainsi qu'Oneida. Elle passe par son centre-ville avant d'atteindre Winfield, la dernière ville importante au Tennessee. Elle traverse ensuite Isham, à la frontière avec le Kentucky.

### Kentucky
La US 27 entre au Kentucky près de Whitley City. La première ville importante qu'elle croise est Somerset, suivie de Stanford, Lancaster, Nicholasville et Lexington, où elle forme un multiplex avec la US 68, lequel se poursuit jusqu'à Paris. La US 27 continue vers le nord et passe par Cynthiana, Falmouth, Alexandria, Cold Spring, Highland Heights, Fort Thomas, Southgate et Newport. C'est la dernière ville rencontrée avant de traverser en Ohio, à Cincinnati via le Pont Taylor-Southgate, au-dessus de la rivière Ohio.

### Ohio
La US 27 entre en Ohio dans le centre-ville de Cincinnati. Elle emprunte Mehring Way, Central Avenue, Ezzard Charles Drive et Central Parkway dans la ville, en multiplex avec la US 127 à partir de Central Parkway. Elle forme brièvement un multiplex avec l'I-75 puis avec l'I-74 jusqu'à Colerain Avenue. La route continue vers le nord-ouest jusqu'à Oxford et atteint ensuite la frontière avec l'Indiana, six miles (9,6 km) au nord-ouest de là, à College Corner.

### Indiana

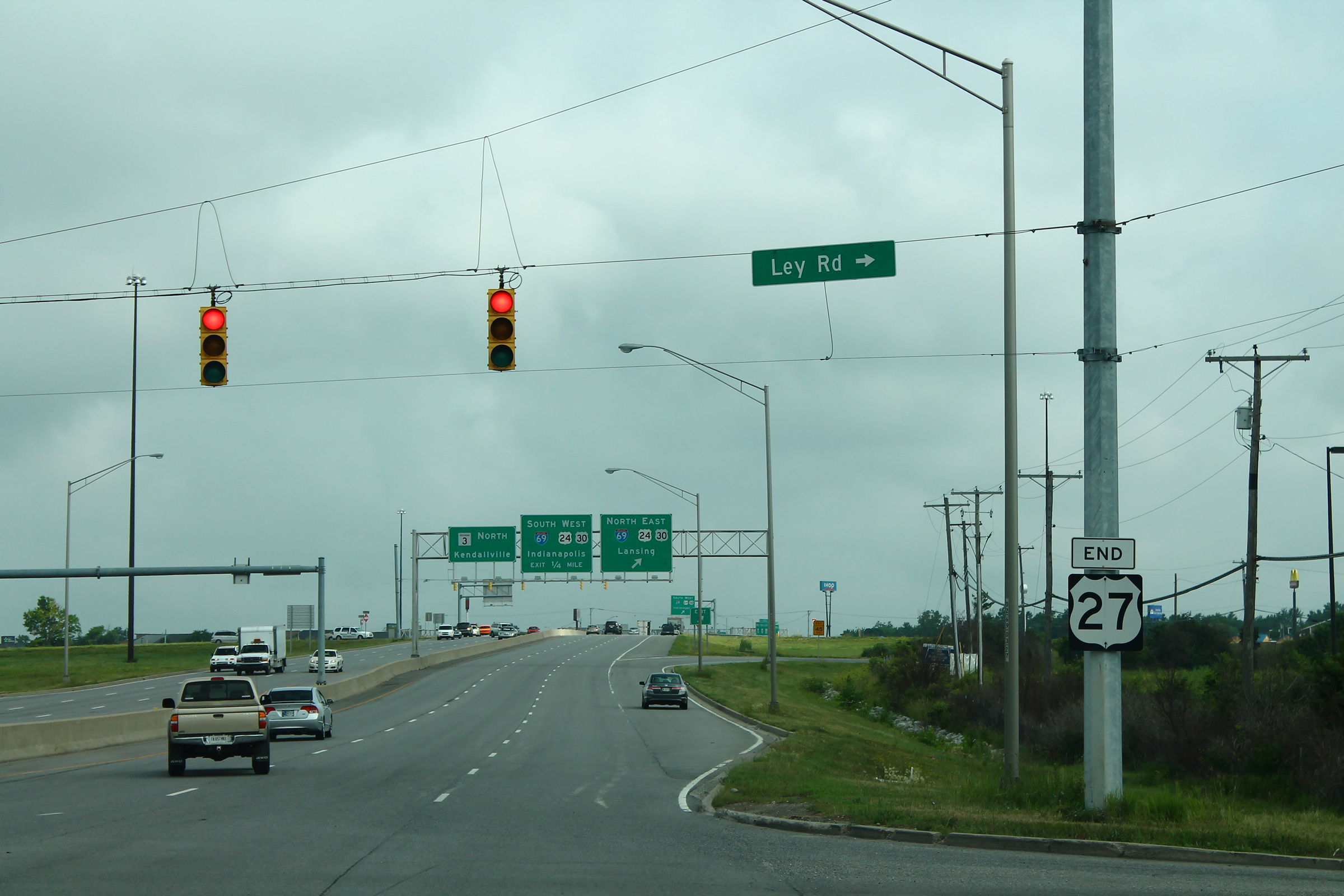
Terminus nord de la US 27 à l'intersection avec l'I-69 / US 24 / US 30 à Fort Wayne, Indiana

La US 27 entre dans le sud-est de l'Indiana, au sud de Liberty. À Liberty, la US 27 prend la direction nord en longeant la frontière avec l'Ohio. Elle rencontre l'I-70 à Richmond et continue vers le nord jusqu'à Decatur. La US 33 rejoint la US 27 au sud de cette ville et les routes forment un multiplex vers le nord-ouest jusqu'à l'I-469 au sud de Fort Wayne. Les routes se séparent et la US 27 entre dans le centre-ville comme Clinton Street. Au nord du centre-ville, la US 27 emprunte Lima Road jusqu'à son terminus à la jonction avec l'I-69 / US 30. La route se poursuit vers le nord comme SR 3.

## Intersections majeures
Floride
 US 1 à Miami
 US 441 à Miami
 I-75 à Weston
 US 98 au sud-est de Sebring. Les routes forment un multiplex jusqu'à West Frostproof.
 US 17 / US 92 à Haines City
 I-4 à Davenport
 US 192 à Four Corners
 US 441 à Leesburg. Les routes forment un multiplex jusqu'à Ocala.
 US 301 à Belleview. Les routes forment un multiplex jusqu'à Ocala.
 I-75 à Ocala
 US 41 à Williston. Les routes forment un multiplex jusqu'à High Springs.
 US 129 à l'est de Branford. Les routes forment un multiplex jusqu'à Branford.
 US 221 à Perry
 US 19 / US 98 à Perry. La US 19 / US 27 forment un multiplex jusqu'à Capps.
 US 319 à Tallahassee
 US 90 à Tallahassee
 I-10 à Tallahassee
Géorgie
 US 84 à Bainbridge. Les routes forment un multiplex dans la ville.
 US 280 à Cusseta. Les routes forment un multiplex jusqu'à Columbus.
 I-185 à Fort Benning
 US 80 à Columbus
 I-185 au sud-est de LaGrange
 I-85 à LaGrange
 US 29 à LaGrange. Les routes forment un multiplex dans la ville.
 I-20 à Bremen
 US 78 à Bremen
 US 278 à Cedartown. Les routes forment un multiplex dans la ville.
 US 411 à Six Mile. Les routes forment un multiplex jusqu'à Rome.
Tennessee
 I-24 à Chattanooga. Les routes forment un multiplex dans la ville.
 US 41 à Chattanooga
 US 127 à Chattanooga
 US 70 au sud-ouest de Rockwood. Les routes forment un multiplex dans la ville de Rockwood.
 I-40 à Harriman
Kentucky
 US 150 à Stanford
 US 68 à Lexington. Les routes forment un multiplex jusqu'à Paris.
 US 60 à Lexington. Les routes forment un multiplex dans la ville.
 US 25 / US 421 à Lexington
 I-64 / I-75 à Lexington
 US 460 à Paris
 US 62 à Cynthiana. Les routes forment un multiplex dans la ville.
 I-471 à Highland Heights
 I-471 aux limites entre Fort Thomas et Southgate
Ohio
 US 42 / US 50 / US 52 à Cincinnati. Les routes forment un multiplex dans la ville.
 US 22 à Cincinnati
 US 127 à Cincinnati. Les routes forment un multiplex dans la ville.
 I-75 à Cincinnati. Les routes forment un multiplex dans la ville.
 I-74 à Cincinnati. Les routes forment un multiplex dans la ville.
 I-275 à Bevis
Indiana
 US 40 à Richmond
 I-70 à Richmond
 US 36 à Lynn
 US 33 à Decatur. Les routes forment un multiplex jusqu'au sud-est de Fort Wayne.
 US 224 à Decatur. Les routes forment un multiplex dans la ville.
 I-469 / US 24 au sud-est de Fort Wayne
 I-69 / US 30 à Fort Wayne
 SR 3 à Fort Wayne

## Routes auxiliaires
- US 127, route sud-nord reliant Chattannoga, Tennessee à Grayling, Michigan, en passant par le Kentucky et l'Ohio.